# Mondalva
Mondalva ou Casconha é uma sub-região natural no distrito de Coimbra, entre os rios Mondego e Alva, imediatamente a montante da Serra do Buçaco - serras do Carvalho e da Atalhada - que deixam ao rio apenas a passagem de Entre Penedos.
A Nascente, a região limita-se com a serra de Santa Eufêmea (Serra da Moita), que se ergue na margem do Mondego, junto a Asna Brava, e atravessa o planalto junto ao rio Mondego para ir de encontro ao rio Alva na Várzea de Zacarias, nome que se conservou e evoluiu para Sacarias, vindo posteriormente a converter-se em Secarias.
Mondalva é fruto da aglutinação dos nomes dos dois rios que estão lado a lado com o território. O nome do rio Mondego vem da forma latina Monda - alternativa de Munda - à qual se juntou a terminação eco ou ego.
Mondalva lhe chama a erudição mais moderna, mas Casconha é o nome tradicional.
Em 2008, foi criada a Zona de intervenção florestal de Mondalva (com o número 39), englobando vários prédios rústicos das então freguesias de Oliveira do Mondego, Paradela, São Paio do Mondego, São Pedro de Alva e Travanca do Mondego, concelho de Penacova.